# Tephrosia socotrana
Tephrosia socotrana là một loài rau đậu thuộc họ Fabaceae. Loài này chỉ có ở Yemen. Môi trường sống tự nhiên của chúng là vùng nhiều đá.